# Parásito facultativo
Se entiende por parásito facultativo a aquel ser que es de vida libre habitualmente, pero puede parasitar a otro organismo vivo susceptible cuando se dan las condiciones adecuadas. El parásito facultativo puede completar su ciclo de vida sin necesidad de huésped, es por lo tanto un concepto contrario a parásito obligado, pues este no puede completar su ciclo vital en ausencia de huésped. Se considera que los parásitos obligados están mejor adaptados a la vida parasitaria que los facultativos.

## Ejemplos

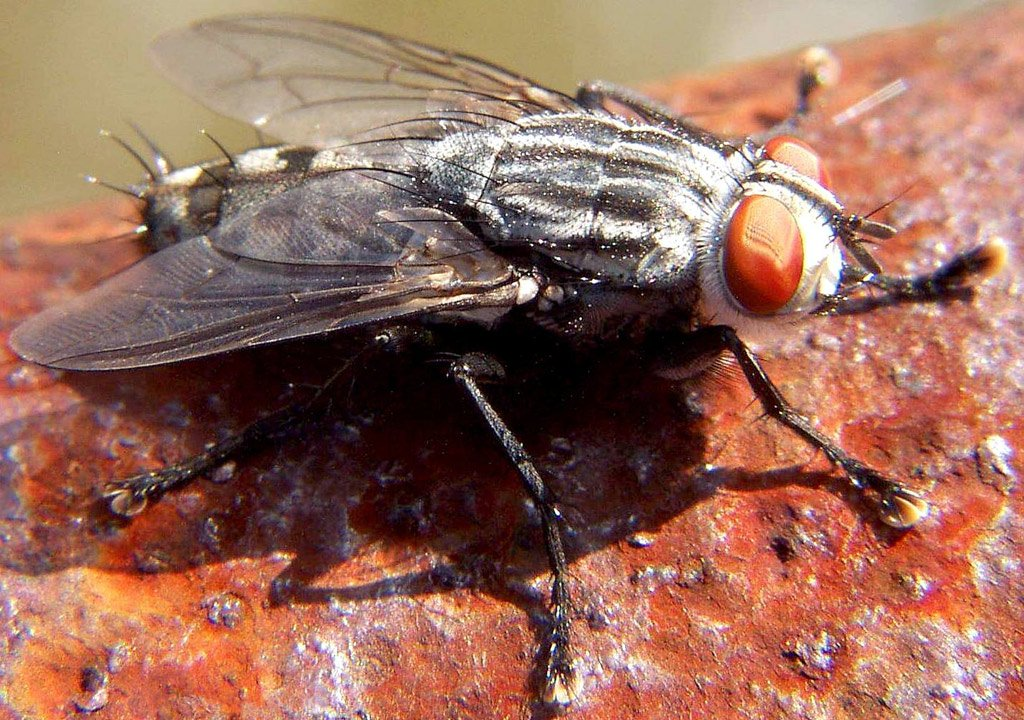
Hembra Sarcophaga sp.

- La ameba Naegleria fowleri vive libremente en el medio acuático, pero puede ocasionalmente parasitar a humanos y producir meningoencefalitis amebiana primaria.[2]
- Las larvas de las moscas de la carne (Sarcophagidae) pueden desarrollarse tanto sobre cadáveres como en tejidos vivos, dependiendo únicamente del lugar que escoja el progenitor para depositar los huevos.[3]
- Botrytis cinerea es un hongo fitoparásito[Nota 1]  facultativo que puede vivir como saprofito sobre tejidos vegetales muertos o como parásito sobre las hojas tallos y frutos de diferentes especies de plantas vivas.